# Tualang Pateng
Tualang Pateng is een bestuurslaag in het regentschap Aceh Timur van de provincie Atjeh, Indonesië. Tualang Pateng telt 609 inwoners (volkstelling 2010).